# Africo
Africo è un comune italiano di 2 673 abitanti della città metropolitana di Reggio Calabria in Calabria.

## Geografia fisica
Il comune di Africo ha la caratteristica di essere diviso in due porzioni a notevole distanza l'una dall'altra. La porzione di formazione storica più recente è una piccola enclave nel comune di Bianco, mentre la porzione più antica e originaria si trova sulle pendici dell'Aspromonte, ove rimangono i ruderi dei borghi di Africo Vecchio e Casalnuovo.
Il paese nuovo sorge a pochi metri sul livello del mare, a margine di una piccola pianura affacciata sul Mar Ionio, chiusa a sud da Capo Bruzzano, sulla riva destra della fiumara Laverde, che proprio qui sfocia a mare. Africo Vecchio invece sorge sul versante sinistro del vallone Casalnuovo, nella parte sud-orientale del parco nazionale dell'Aspromonte; sul versante opposto invece sorge, su una rupe, Casalnuovo.

## Storia

### Africo vecchio
Si ritiene che il nome del paese derivi dal greco àprichos, άπριχος, o dal latino apricus.
È stata avanzata l'ipotesi che nel luogo siano esistiti insediamenti in epoca precedente o contemporanea alla colonizzazione magnogreca; esistono comunque reperti archeologici di epoca bizantina. Probabilmente già nel decimo secolo erano presenti monaci basiliani. In epoca normanna, fra i secoli XI e XII, visse San Leo, il patrono del paese; secondo la tradizione, egli nacque a Bova e prima di diventare monaco studiò nel convento basiliano della SS. Annunziata di Africo.
Nel 1571 Gabriele Barrio scrive che ad Africo i riti sacri sono celebrati in greco e che la popolazione adopera il greco anche nei rapporti familiari, assieme al latino.
Nel 1783 Africo fu seriamente danneggiata da un forte terremoto che causò sei morti e danni per ottantamila ducati. Alla fine del secolo XVIII aveva circa 800 abitanti e vi si osservava il rito greco. In epoca napoleonica vi si ebbe uno scontro tra francesi e borbonici, in cui gli abitanti parteggiarono per questi ultimi. Nell'Ottocento fu attivo nel territorio il brigante Antonio Zemma. La popolazione di Africo e Casalnuovo ammontava complessivamente a 1 726 persone nel 1815; nel 1861 il solo paese di Africo aveva 1 276 abitanti; ne ebbe 1781 nel 1911 e 2489 nel 1951. Altri due sismi colpirono il borgo calabrese nel 1905 e nel 1908.
Le condizioni sociali e sanitarie di Africo nel periodo interbellico erano assai difficili. Il meridionalista Umberto Zanotti Bianco, coadiuvato dal giovane Manlio Rossi Doria, si recò ad Africo nel 1928 e da questa visita trasse un resoconto (pubblicato solo nel dopoguerra), nel quale scriveva che il paese era annidato in case molte delle quali erano dirute per il terremoto del 1908, isolato geograficamente, afflitto da tasse indiscriminate e da malattie, privo di medico, di aule scolastiche adeguate (tanto che - scrive Zanotti Bianco - le lezioni della seconda e terza elementare riunite si svolgevano nella stanza da letto della maestra); sempre secondo Zanotti Bianco, gli abitanti si nutrivano, per alcuni mesi all'anno, di un pane fatto con farina di lenticchie, cicerchie e orzo.
Il 20 gennaio 1944 la popolazione di Africo assaltò con armi da fuoco e distrusse con bombe a mano la locale caserma dei carabinieri, costringendo i tre o quattro militi presenti a rifugiarsi negli scantinati e liberandoli solo dopo averli disarmati. In questo periodo si costituirono nel paese la sezione del Partito socialista, quella del Partito comunista e la Camera del lavoro.
Nel marzo 1948 il settimanale “L'Europeo” pubblicò un reportage da Africo a firma del giornalista Tommaso Besozzi, corredato da alcune fotografie di Tino Petrelli; tale reportage (che faceva parte di un'ampia inchiesta sulle condizioni del Mezzogiorno promossa da Arrigo Benedetti) mostrava come le condizioni del paese non fossero sostanzialmente migliorate rispetto a quelle descritte vent'anni prima da Zanotti Bianco.

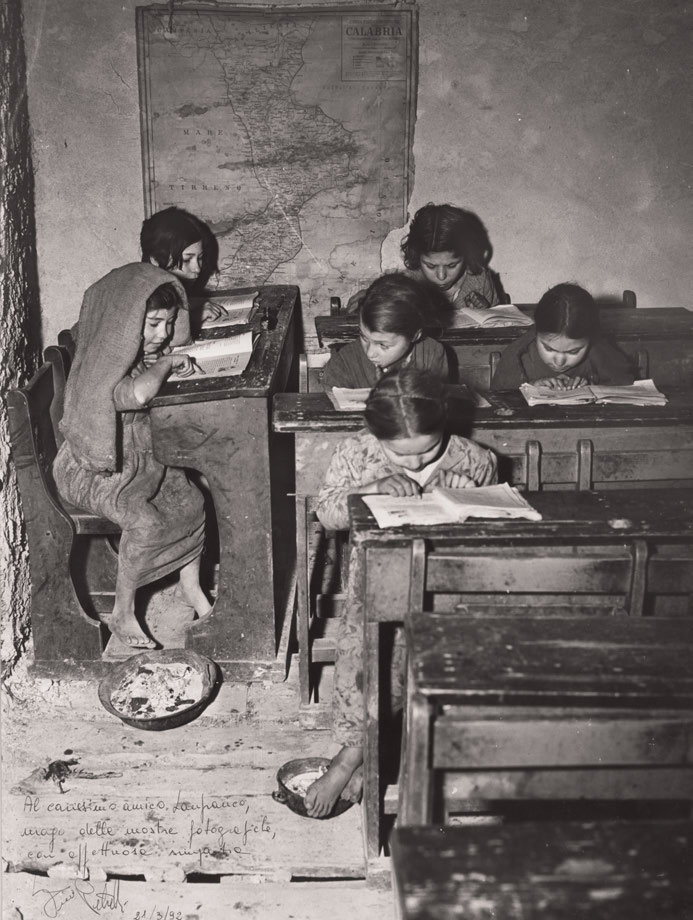
Fotografia della scuola elementare di Africo, dell'inchiesta Petrelli 1948

### Casalnuovo
Sorto su di un costone roccioso a destra del torrente Apòscipo, a circa 737 metri sul livello del mare, questo borgo contava, alla fine del secolo XVIII, circa 600 persone (in prevalenza agricoltori e pastori) e faceva parte del feudo dei Carafa di Roccella. Il santo patrono, diverso da quello degli africesi, era San Salvatore. Cronache risalenti al diciottesimo secolo fanno cenno ad una comunità di monaci in Casalnuovo, dapprima professanti il rito greco ma che poi abbandonarono tale rito. Durante l'Ottocento nel territorio di Casalnuovo furono attivi i briganti Fortunato Mollica, Vittorio Marrapodi e Bruno Palamara.

### L'alluvione del 1951 e le vicende successive
Fra il 14 e il 18 ottobre del 1951 una violenta alluvione devastò Africo e Casalnuovo, causando tre vittime ad Africo e sei a Casalnuovo nonché ingenti danni materiali. Su ordine delle autorità i due paesi semidistrutti furono evacuati; la popolazione fu alloggiata per pochi giorni nelle scuole elementari di Bova, per poi, alla fine di ottobre, essere trasferita a Gambarie e da lì provvisoriamente distribuita in vari altri comuni della provincia (fra i quali Reggio Calabria, Bova Marina e Palmi; in particolare gli abitanti di Casalnuovo, i quali erano rimasti più a lungo nel loro abitato originario, dopo l'ordine di sgombero furono provvisoriamente alloggiati a Bova Marina e a Bova). Più di mille persone furono allocate in baracche di legno a Reggio Calabria, in contrada Lazzaretto di Condera, dove in gran parte rimasero fino ai primi anni sessanta. Tutti i rifugiati ricevettero per qualche tempo un sussidio.
Non è chiaro chi sia stato ad avanzare per primo l'idea di trasferire definitivamente la popolazione dei due paesi in un nuovo centro da costruire in località La Quercia di Capo Bruzzano, nel territorio del Comune di Bianco; tale progetto ebbe fin dall'inizio il sostegno del deputato comunista Eugenio Musolino e di alcune autorità di Africo. Il parroco di Africo, Don Giovanni Stilo, fu inizialmente contrario, ma in seguito diede anch'egli la propria adesione. Per risolvere il problema della sussistenza dei profughi nel nuovo abituro, Musolino proponeva di espropriare il latifondo che all'epoca esisteva fra Bianco e Brancaleone, dove sarebbe sorto il nuovo paese, e di distribuirlo alla popolazione che sarebbe andata ad abitarvi.
La decisione di trasferire la popolazione di Africo e Casalnuovo nella sua attuale sede presenta aspetti poco chiari; fin dall'inizio furono formulati seri dubbi circa l'opportunità di tale progetto; in particolare si opposero l'Associazione Nazionale per gli interessi del Mezzogiorno e Umberto Zanotti Bianco, il quale fece osservare come gli abitanti (in prevalenza contadini), con il trasferimento, sarebbero stati spossessati della loro terra, trasferiti in un territorio carente di risorse, e sarebbero state in tal modo distrutte le basi di una vita comunitaria che gli abitanti si erano faticosamente costruiti nell'arco di molte generazioni:
(Umberto Zanotti Bianco)
Zanotti Bianco, d'accordo con una parte dei rifugiati, proponeva di costruire il nuovo insediamento in località Carruso, una zona pianeggiante situata nel vecchio territorio di Africo; tuttavia già nel 1953 cominciarono ad essere installati, nella suddetta località La Quercia del comune di Bianco, alcuni prefabbricati donati dalla Croce Rossa svedese, creando così una sorta di fatto compiuto; a questi primi insediamenti provvisori fece seguito la costruzione di altri 88 appartamenti nel 1954. Le obiezioni, avanzate da Zanotti Bianco e da una parte della stessa popolazione di Africo, rimasero così sostanzialmente inascoltate; nel 1958 Antonio Marando poté scrivere che con la fondazione di Africo Nuovo era sorto «il primo paese italiano senza territorio».
I primi abitanti di Africo Nuovo dovettero subito confrontarsi con una realtà economica assai difficile: la raccolta della legna e delle olive, il lavoro come affittuari di fondi agricoli o come braccianti nelle coltivazioni di gelsomino, l'apertura nel paese delle prime botteghe e dei primi negozi, poi il lavoro come operai presso l'Ente pubblico per la riforestazione, non riuscirono a risolvere in modo adeguato il problema della sussistenza materiale, cui molti ovviarono con l'emigrazione, mentre altri si ridussero a vivere di assistenza. Non fu senza aspre lotte che gli africesi riuscirono ad ottenere servizi essenziali come la stazione ferroviaria.
Gran parte della popolazione sfollata da Africo vecchio e Casalnuovo fu a lungo costretta a vivere in campi profughi; Africo Nuovo iniziò ad esistere solo all'inizio degli anni '60. Comunque, nel 1962 gran parte dei profughi del Lazzaretto era andata ad abitare nel nuovo paese; alla metà degli anni '60 data l'ultimazione di ulteriori 320 alloggi popolari nonché la costituzione ad Africo Nuovo di un'anagrafe e di un registro di stato civile comuni alle ex popolazioni di Africo vecchio e di Casalnuovo.
Di fatto, il comune di Africo Nuovo rimase fino al 1980 privo di delimitazione territoriale, mentre i suoi abitanti avevano perso la loro antica condizione sociale (di contadini poveri) senza però averne acquistata una migliore.
Già nel periodo della costruzione del nuovo abitato, infatti, aveva iniziato a consolidarsi un'economia di tipo assistenziale, dapprima con il sussidio erogato ai profughi, poi grazie ai sussidi di disoccupazione; un'altra fonte di sussistenza era costituita dalle rimesse dei lavoratori africesi emigrati; l'assistenzialismo migliorò in modo significativo il tenore di vita della popolazione, ma senza che si realizzasse alcun adeguato sviluppo della produzione agricola né di quella industriale.
Tale contesto di persistente precarietà economica condizionò pesantemente tutte le successive vicende del paese. Vi furono forti tensioni sociali, che si manifestarono in scioperi, manifestazioni di protesta, blocchi ferroviari, lotte per la democrazia e per il lavoro che videro il coinvolgimento di una larga parte della popolazione; a tali istanze le pubbliche autorità spesso faticarono a dare risposte che non fossero meramente repressive. D'altra parte, l'efficacia di tali lotte venne spesso pregiudicata da episodi riconducibili all'intervento della criminalità organizzata. A partire dagli anni Settanta, infatti, si ebbe in tutta la zona l'ascesa della 'ndrangheta con modalità particolarmente pervasive e anche violente; negli anni Ottanta il paese fu teatro di una faida sanguinosa. Più volte l'amministrazione comunale fu sciolta d'autorità e sostituita da commissari straordinari; ciò avvenne ancora una volta nel 2014 e un'altra volta nel 2019.

### Simboli
Lo stemma del Comune di Africo è stato concesso con decreto del presidente della Repubblica dell'8 novembre 1991.
(D.P.R. 8 novembre 1991)

## Monumenti e luoghi d'interesse
Oggi i ruderi dei due paesi di Africo vecchio e Casalnuovo sono meta di turismo. Le case sono raggruppate tra loro e rimangono in piedi solo le mura e alcuni archi di imposta delle case borghesi. Gli edifici maggiormente conservati sono la chiesa di San Nicola in Africo e la chiesa di San Salvatore a Casalnuovo, in stile rurale ottocentesco; anche la scuola elementare di Africo si conserva con il cartello in facciata. La caratteristica di alcune abitazioni consiste nell'avere le fondamenta incastrate nelle rocce della montagna.
Nella piazza principale del paese di Africo nuovo vi è l'edificio della chiesa parrocchiale del "Santissimo Salvatore". Dal 1972 l'icona votiva di San Leo di Africo viene portata in processione nella chiesa del paese vecchio, in segno di devozione.

## Società

### Evoluzione demografica
Abitanti censiti

### Lingue e dialetti
Il dialetto di Africo è di tipo neolatino, ma con parecchi vocaboli di origine greca: ad esempio il nome del torrente Aposcipo deriva dal greco Απόσχεπος (Apòskepos = "non protetto"). Tali elementi, secondo Gerhard Rohlfs, sarebbero analoghi al grecanico parlato in alcuni comuni della provincia di Reggio e deriverebbero dal greco antico; secondo altri studiosi, invece, questi residui linguistici sarebbero di epoca più recente e risalirebbero all'epoca bizantina oppure all'influenza dei monaci basiliani. In ogni modo, attualmente Africo non fa parte dell'area grecanica.

## Cultura

### Storia culturale
Pur nell'assenza di fonti scritte che permettano di ricostruire la cultura popolare di Africo attraverso i secoli, si ritiene che la medesima sia rimasta a lungo legata al culto di San Leo; mentre le prime menzioni si trovano in documenti risalenti al XIV secolo, il racconto tradizionale della vita del santo si trova in una raziuni o canzuna che gli attribuisce vari miracoli; ad Africo la festa del santo patrono ha tuttora luogo ogni 12 maggio.
Nella cultura popolare di Africo vecchio e Casalnuovo assumevano grande rilievo le festività tradizionali, legate al ciclo della produzione agricola e pastorale; particolarmente sentita era la festività del Carnevale, che prevedeva sfilate in maschera, canti e balli per le vie, l'esecuzione di serenate d'amore e la recita di storielle comiche in rima, ispirate a episodi della vita del paese.
Nel secondo dopoguerra, i sopra menzionati scritti e reportages di Umberto Zanotti Bianco, Tommaso Besozzi e Tino Petrelli portarono le vicende di Africo e di Casalnuovo all'attenzione dell'opinione pubblica nazionale, con la denuncia delle difficili condizioni in cui versavano i due paesi. L'antropologo Vito Teti osserva che il reportage di Besozzi del 1948 attribuisce alle condizioni di isolamento del paese di Africo (che lo stesso Besozzi definisce «il più povero, il più triste, il più infelice della Calabria») l'ingenerarsi negli abitanti di «una sorta di rassegnato fatalismo».
Le vicende successive all'alluvione del 1951 costituiscono l'oggetto del libro di Corrado Stajano Africo, pubblicato nel 1979; l'inchiesta di Stajano, ampiamente basata su testimonianze raccolte in loco oltre che sulle cronache giudiziarie e giornalistiche, si proponeva di documentare gli aspri conflitti politici e sociali di quegli anni, e in particolare l'opposizione alla criminalità organizzata da parte di vari militanti e gruppi della sinistra e del sindacato, opposizione in ultimo non confortata da esito favorevole.
A partire dagli anni 2000, da parte di insegnanti e intellettuali locali, si è avuto uno sforzo volto a recuperare alla memoria collettiva luoghi, vicende, storie anche remote del paese, nel tentativo di consolidare l'identità civile di una comunità segnata da vicende assai difficili.
È stato girato in parte ad Africo il film del 2014 Anime nere, tratto dall'omonimo romanzo di Gioacchino Criaco.
Nel 2019 il regista Mimmo Calopresti gira "Aspromonte-La terra degli ultimi", ambientato ad Africo nel 1951.

### Istruzione
A seguito del Piano di Razionalizzazione della Rete Scolastica, dall'anno scolastico 2012/13 le scuole statali fanno parte dell'Istituto Comprensivo "Brancaleone-Africo".

## Infrastrutture e trasporti

### Strade
Africo Nuovo è attraversata dalla SS 106 Jonica.

### Ferrovie
Africo Nuovo è servita da una propria stazione ferroviaria, al momento inattiva, posta sulla linea Taranto-Reggio di Calabria.

## Amministrazione
| Periodo          | Periodo          | Primo cittadino                                 | Partito                                                       | Carica                  | Note                 |
| ---------------- | ---------------- | ----------------------------------------------- | ------------------------------------------------------------- | ----------------------- | -------------------- |
| 9 giugno 1980    | 24 giugno 1985   | Giovanni Battista Stilo                         | Democrazia Cristiana                                          | Sindaco                 |                      |
| 24 giugno 1985   | 11 giugno 1990   | Natale Bruzzaniti                               | Partito Comunista Italiano                                    | Sindaco                 | [ 47 ]               |
| 11 giugno 1990   | 24 aprile 1995   | Natale Bruzzaniti                               | Partito Democratico della Sinistra Partito Comunista Italiano | Sindaco                 | [ 48 ]               |
| 24 aprile 1995   | 20 novembre 1995 | Tommaso Mondello                                |                                                               | Commissario prefettizio | [ 49 ]               |
| 20 novembre 1995 | 31 gennaio 1996  | Tommaso Mondello                                |                                                               | Commissario prefettizio | [ 50 ] [ 51 ]        |
| 31 gennaio 1996  | 10 giugno 1996   | Filippo La Cava                                 |                                                               | Commissario prefettizio | [ 52 ]               |
| 10 giugno 1996   | 18 novembre 1996 | Filippo La Cava                                 |                                                               | Commissario prefettizio | [ 53 ]               |
| 18 novembre 1996 | 17 novembre 1997 | Filippo La Cava                                 |                                                               | Commissario prefettizio | [ 54 ]               |
| 17 novembre 1997 | 28 maggio 2002   | Giuseppe Maviglia                               | Lista civica di centro                                        | Sindaco                 | [ 55 ]               |
| 28 maggio 2002   | 29 maggio 2007   | Giuseppe Maviglia                               | Lista civica di centro-destra                                 | Sindaco                 | [ 56 ]               |
| 29 maggio 2007   | 7 maggio 2012    | Domenico Versaci                                | Lista civica                                                  | Sindaco                 | [ 57 ]               |
| 7 maggio 2012    | 1 agosto 2014    | Domenico Versaci                                | Lista civica                                                  | Sindaco                 | [ 59 ] [ 60 ]        |
| 1 agosto 2014    | 14 novembre 2016 | Vito Laino Roberto Micucci Franca Tancredi      |                                                               | Commissari straordinari | [ 61 ] [ 62 ] [ 63 ] |
| 14 novembre 2016 | 2 dicembre 2019  | Francesco Bruzzaniti                            | Lista civica                                                  | Sindaco                 | [ 65 ] [ 66 ]        |
| 2 dicembre 2019  | 8 novembre 2021  | Carla Fragomeni Luigi Guerrieri Ester Libertini |                                                               | Commissari straordinari | [ 67 ] [ 68 ] [ 69 ] |
| 8 novembre 2021  | in carica        | Domenico Modaffari                              | Lista civica                                                  | Sindaco                 | [ 71 ]               |